# Javanci
Javanci su austronezijski narod nastanjen na istočnom i središnjem dijelu Jave, otoku Sumatri, Kalimantanu, Sulawesiju i drugim otocima, gdje ih 1990-tih godina ima oko 70,000,000. Međusobno su povezani svojim naseljima 'kampung', tipično smještenima uz rubove rižinih polja, ili u nizu duž cesta. 
Većina sela Javanaca razdijeljena su po malenim jedinicama poznatim kao rukun kampung, odnosno rukun tetangga, nešto kao susjedna zajednica. Rukun bi imao značenje jedne zajednice čiji se članovi međusobno razumiju, održavaju zajedničke rituale, spremni su za neku kolektivnu akciju, ili u najmanju ruku, da žive u miru jedni s drugima. Antropolog Patrick Guinness proučavao je Javance i upućen u ovaj problem. Socijalne razlike javanskog društva manje su izražene na selu, gdje se ljudi bave uzgojem riže, nego što je to u urbanim zajednicama.
Izvorna javanska vjera je šamanizam i postoji vjera u duhove, ali je raširen i islam. 

## Jezik
Javanski jezik pripada austronezijskoj (malajsko-polinezijskoj) porodici, i jezično su srodni Sundancima iz jugozapadne i Madurcima iz sjeveroistočne Jave. U javanskom govoru postoji više stilova govora, nepravilni, učtivi i veoma učtivi, što je ovisno o njihovom socijalnom statusu. Slično nešto možemo pronaći u nekim plemenskim zajednicama Južne Amerike gdje su žene stvorile svoj poseban ženski jezik.

## Kratka povijest
Javanci su dominantan narod u Indoneziji s velikim utjecajem na kulturu Indonezije. Njihovi preci naselili su ovaj kraj nekih 3000 godina pr. Kr. iz područja Kalimantanske obale. Samo ime Java, otok po kojemu su dobili ime, dolazi iz sanskrtskog Yavadvipa u značenju 'otok ječma'. U 15. stoljeću sjeverna obale Jave pod utjecajem je muslimana s Malacce i ne-javanskih muslimanskih trgovaca koji preuzimaju rudo. Nizozemska vlada preuzima kontrolu 1830-tih. Od početka 19. stoljeća pa do 1900 dolazi do buma stanovništva, od nekih 3,000,000 Javanaca, broj im se popeo na 28,000,000. U ranom 20 stoljeću nacionalni pokreti dovode do smjene kolonijalizma.

## Kultura
Obitelj Javanaca je nuklearna - sastoji se oca, majke i djece. Porodičnog imena i klanova nemaju. Javanci poznaju nekoliko klasa nadnaravnih bića. Memedi (sing.) su duhovi kojima se plaše djeca, nisu jako agresivni i pripadaju animizmu Javanaca. Najveći duh je Ratu Kidul, Kraljica Južnog mora. Mladići izbjegavaju nositi zelenu boju, jer to je njezina boja, dok se nalaze pacifičkoj obali, da ih ne bi odnesla u svoje podmorsko carstvo. 
Javanci su očuvali i vjerovanja u 9 valija (wali songo), učitelja sufizma koji su raširili islam po Javi. Wali Songo se javljaju u povijesti od kasnih 1400-tih do sredine 1500-tih godina. Povijest o njima nije uvijek najjasnija, jer ih se uvijek spominje više od devet. 
'Pet stupova islama', ili pet denvnih molitava u javanskom islamu nalazimo tek kod santri-Javanaca, a i oni su podijeljeni na dvije podgrupe, takozvane 'konzervativce' i 'moderniste'. Geertzovi (Clifford Geertz) abangan Javanci ovih osnovnih zakona islama se ne pridržavaju, a i ne poste tokom mjeseca Ramazana, niti poduzimaju putovanja u Meku (hadždž). Religiozni život abangana fokusiran je oko rituala slametan. Nešto Javanaca je i kršćana, među kojima ima i rimokatolika.
U javanskim selima kuće i dvorišta ograđena su bambusovim ogradama. Kuća leži na samom tlu, i pod u njoj je zemljan. Kostur kuće učinjen je od bambusa, palminog drveta ili tikovine. Zidovi su pleteni od bambusa (gedek), ili su od drvenih dasaka, danas i od opeke. 
Krov je od suhog palminog lišća (blarak), danas to zna biti i crijep. Prostorije su odijeljene pokretnim gedekom. –Tradicionalna kuća Javanaca nema prozora. Zrak u ovakve kuće ulazio je tek kroz pukotine u zidovima ili otvorima na krovu. -Nuklearna (jezgrovna) obitelj   (kuluwarga ili somah), temelj je javanskog društva. Kako je rečeno sastoji se od oca, majke i neoženjene djece. Ako oženjena djeca nisu u stanju priskrbiti sebi posebno domaćinstvo, stanište zna biti matrilokalno, odnosno odlaze ženinim roditeljima. Da se ima više od jedne žene kod Javanaca predstavlja raritet. Majka kod Javanaca cijeli život usko vezana sa svojom djecom, dok nasuprot tome, otac je na većoj distanci s njima, dočim prođu četiri godine starosti. Otac je glava obitelji ali kontrolu nad domaćinstvom u stvari vodi žena. 
Svakodnevna odjeća Javanaca uobičajena je za Indoneziju. Muškarci i žene nose tubularni sarong, kaputić i blangkon, pokrivala za glavu bez oboda. Sarong, blangkon, ženski prsluk Kemben kojega danas mijenja kebaya, marama ili šal selendang, kain panjang (duga verzija saronga) rađeni su tehnikom batik.
Riža je glavna hrana Javanaca kao i sušena slana riba. Najpoznatija jela su im tahu ili tofu koji je postao svjetska delicija, tempeh, krupuk (riblji krekeri), sambel (čili-umak), gado-gado, salata od dijelom kuhanog povrća koja se jede s umakom od kikirikija, sayur lodeh, kuhano povrće s kokosovim mlijekom u kojem je važan sastojak čili-papričica, nadalje pergedel, soto (kokošja juha s knedlama i drugim dodacima). Uobičajena poslastica im je gethuk.
Tradicionalni rituali, svečanosti i kazališta važan su simbol kulture ovog naroda. Orkestar (gamelan) se sastoji od brončanih gongova, metalofona sličnih ksilofonima, bubnjeva, flaute, rebab-gusle (nalazimo ga i kod Afganaca), i celempunga (vrsta citre). Vodeći instrument je kendang, kojih ima u pet veličina. Vokalisti mogu biti i muškarci i žene.
Tradicionalni ples ističe kontrolu tijela i gracioznost pokreta ruku. Najpoštovaniji od plesova su im bedoyo,  religiozni ples s devet plesačica,  srimpi (sveti ples za četiri plesačice) i petilan (kao dvoboj dva muškarca). Javanskima, slični su plesovi Balijaca, kao što je legong, koji nam priča priču.

## Vanjske poveznice
- The Javanese  Arhivirana inačica izvorne stranice od 1. rujna 2006. (Wayback Machine)
- Austronesian Navigation and Migration